# Baliochila latomarginata
Baliochila latomarginata är en fjärilsart som beskrevs av Hawker-smith 1933. Baliochila latomarginata ingår i släktet Baliochila och familjen juvelvingar. Inga underarter finns listade i Catalogue of Life.